# Teillet-Argenty
Teillet-Argenty är en kommun i departementet Allier i regionen Auvergne-Rhône-Alpes i de centrala delarna av Frankrike. Kommunen ligger  i kantonen Montluçon-Sud (3e Canton) som ligger i arrondissementet Montluçon. År 2022 hade Teillet-Argenty 553 invånare.

## Befolkningsutveckling
Antalet invånare i kommunen Teillet-Argenty
Referens: INSEE